# Dealu Frumos (gmina Gârda de Sus)
Dealu Frumos – wieś w Rumunii, w okręgu Alba, w gminie Gârda de Sus. W 2011 roku liczyła 76 mieszkańców.